# Luigi des Ambrois de Nevache
Francesco Luigi Des Ambrois de Névache (Oulx, 30 ottobre 1807 – Roma, 3 dicembre 1874) è stato un giurista e politico italiano.

## Biografia
Nato da una famiglia originaria di Bardonecchia, poco dopo avere conseguito la laurea in Giurisprudenza entrò nei ranghi della carriera giudiziaria e nel 1834 divenne sostituto procuratore del Re. Nel 1841 passò all'intendenza generale con l'incarico direttivo della divisione di Nizza e, notato per le sue doti di amministratore, venne nominato ministro, prima all'Interno dal 9 ottobre al 7 dicembre 1847, ed in seguito ai Lavori Pubblici (Governo Balbo). Durante il suo mandato fu un attivo sostenitore e promotore della realizzazione del Traforo ferroviario del Frejus. Fu, assieme a Giacinto Borrelli ed a Cesare Alfieri di Sostegno, uno dei redattori principali dello Statuto Albertino e si occupò della stesura della legge elettorale per la Camera dei deputati.
Durante la Prima guerra d'Indipendenza partecipò alla battaglia di Custoza e subito dopo si ritirò per breve tempo a vita privata. Solo dopo le dimissioni del Gabriele de Launay tornò sulla scena politica come consigliere del nuovo re Vittorio Emanuele II. In questo ruolo facilitò la conclusione del periodo di transizione fra l'egemonia della vecchia classe politica prestatutaria e quella risorgimentale, convincendo il nuovo sovrano ad affidare gli affari di stato ai rappresentanti di quest'ultima.
Eletto deputato per il collegio di Susa nella I e nella II Legislatura, il 18 dicembre 1849 fu nominato senatore. Verso la fine del 1850 gli fu affidata il compito di presiedere il Consiglio di Stato, a cui sarebbe poi tornato una volta deciso il ritiro dalla politica attiva. Uomo dal carattere equilibrato e prudente, ma fermo ed anche molto pratico, si distinse soprattutto nella qualità di mediatore fra il Senato ed il Governo, in occasione dei innumerevoli conflitti sulle tante riforme patrocinate dal gabinetto Cavour.
In particolare, nel 1855 riuscì a sanare il dissidio sorto in merito alla legge sulle congregazioni religiose, poi approvata nella forma contenente le correzioni da lui proposte. Nel 1859 fu inviato a Zurigo durante le trattative di pace fra Austria e Francia e, nel novembre, nominato Ambasciatore a Parigi in un momento molto delicato nel quale si pensava di risolvere le questioni italiane tramite un congresso. Di simpatie cavouriane non mancò di scontrarsi duramente in parlamento col Cavour stesso per scongiurare la cessione di Nizza e Savoia alla Francia che riteneva ingiusta ed irragionevole.
Nel 1862 fu fatto Cavaliere dell'Ordine dell'Annunziata e nel 1865 fu posto al vertice del Consiglio del contenzioso diplomatico. Il 15 novembre 1874 assunse l'incarico di Presidente del Senato del Regno d'Italia, ma solo fino al 3 dicembre dello stesso anno.

## Onorificenze

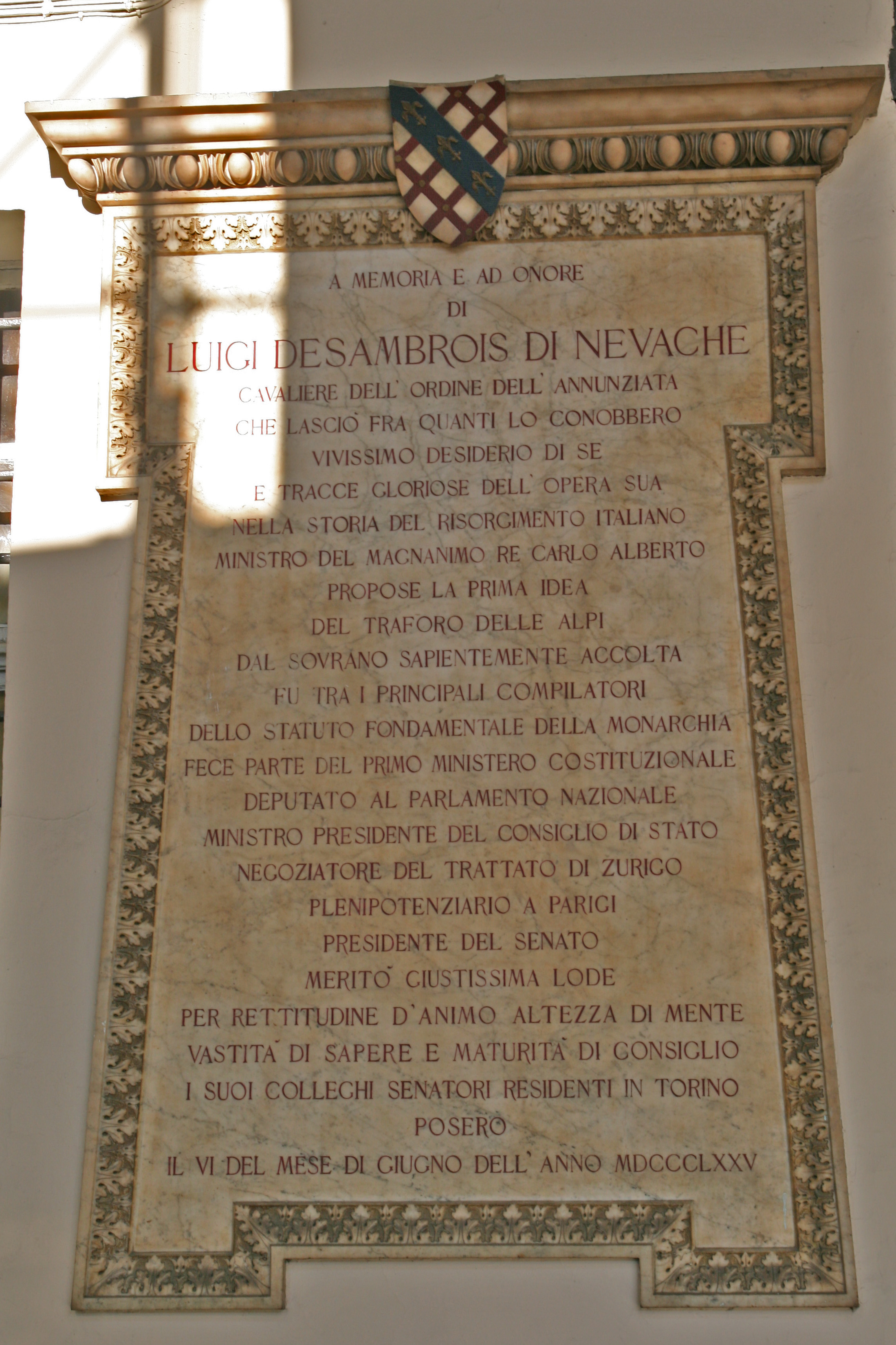
Targa a Luigi Des Ambrois di Nevache nei portici di Piazza Castello